# Вільгельм Адам
Вільгельм Адам (нім. Wilhelm Adam; нар. 15 вересня 1877, Ансбах, Баварське королівство — пом. 8 квітня 1949, Гарміш-Партенкірхен, Баварія) — німецький воєначальник часів Третього Рейху, генерал-полковник Вермахту (1939). Начальник військового управління Веймарської республіки (1930—1933) (нім. Truppenamt). В молоді роки проходив службу в інженерних військах. У часи Першої світової війни бився на Західному фронті. Після війни проходив службу у збройних силах Веймарської республіки. Командував дивізією, корпусом, округом. З 1938 року у відставці, вдруге покликаний до армії напередодні Другої світової, але активної участі у війні не брав.

## Біографія
Військова кар'єра
- 25 січня 1898 — фенрих
- 10 березня 1899 — лейтенант
- 28 жовтня 1905 — оберлейтенант
- 1 жовтня 1911 — гауптман
- 14 грудня 1917 — майор
- 1 лютого 1923 — оберстлейтенант
- 1 лютого 1927 — оберст
- 1 лютого 1930 — генерал-майор
- 1 грудня 1931 — генерал-лейтенант
- 1 квітня 1935 — генерал від інфантерії
- 1 січня 1939 — генерал-полковник

Вільгельм Адам народився 15 вересня 1877 року в баварському місті Ансбах у родині торговця Теодора Ігназія Адама та дружини Марії Маргарети Енгерер. 1897 році після завершення гуманістичної гімназії, поступив на військову службу волонтером у залізничний батальйон баварської армії. 1899 році йому присвоєне звання лейтенант. З вересня 1902 року проходив службу в баварському телеграфному батальйоні. З 1907 по 1910 року Адам проходив навчання у Баварській військовій академії, що дало йому кваліфікацію для отримання посади в Генеральному штабі.
З 1912 і до початку Першої світової війни командир саперного взводу та інженерної роти 3-го Баварського інженерного батальйону.
З початком війни у складі батальйону гауптман Адам брав участь у бойових діях на Західному фронті в Лотарингії та у Франції. Пізніше він служив у різних дивізійних та армійських штабах. У грудні 1917 року його підвищили в майори. В останні місяці війни командир 17-го Баварського інженерного батальйону. Адам був нагороджений кілька разів під час війни, в тому числі обома ступенями Залізного хреста.
Після закінчення війни та розпаду Німецької імперії Адам служив на різних посадах у Рейхсвері, на посадах, як-то офіцер зв'язку при Баварському військовому міністерстві та командир піхотного батальйону 20-го піхотного полку. З 1 жовтня 1925 року начальник штабу 7-ї дивізії, а з 1 квітня 1928 року — командир 19-го піхотного полку Веймарської республіки.
1 жовтня 1930 року генерал-майор Вільгельм Адам був призначений Начальником військового управління (Truppenamt — прихований орган військового управління збройними силами Веймарської республіки — аналог Великого Генерального штабу, забороненого Версальським мирним договором). 1 грудня 1931 року йому присвоїли звання генерал-лейтенант.
1 жовтня 1933 року генерала Адама призначили командиром 7-ї піхотної дивізії, по-суті баварська армія в мініатюрі, та одночасно командувачем військами VII військового округу. 1935 році у рамках ремілітаризації, розпочатої нацистами після приходу Гітлера до влади, Адам отримав звання генерала від інфантерії і посаду командувача VII корпусу. З 1 жовтня того ж року він прийняв керівництво над новоствореної Військової академією вермахту, що означало для нього опалу після інциденту коли він виступив з критикою свого начальника, військового міністра Вернера фон Бльомберга.
Весною 1938 року його перевели на посаду командувача 2-ю групою армій в Касселі навесні 1938 року що стало його останнім призначенням. У жовтні 1938 року, після Судетської кризи, подав рапорт на звільнення. 10 листопада 1938 році він був звільнений з дійсної військової служби і 31 грудня 1938 року вийшов у відставку у званні генерал-полковника.
26 серпня 1939 року Адам був знову покликаний на службу, але ніяких великих посад він не посідав. 1943 остаточно залишив військову службу.
8 квітня 1949 року Вільгельм Адам помер у Гарміш-Партенкірхені, у віці 71 року.

## Нагороди
- Медаль принца-регента Луїтпольда (22 березня 1905)
- Залізний хрест 2-го класу (22 вересня 1914)
- Орден «За військові заслуги» (Баварія) 3-го класу з мечами (11 листопада 1914)
- Залізний хрест 1-го класу (18 травня 1915)
- Орден Альберта (Саксонія), лицарський хрест 2-го класу з мечами (29 травня 1916)
- Хрест «За вислугу років» (Баварія) 2-го класу (24 роки)
- Орден Заслуг (Чилі), великий офіцерський хрест
- Почесний хрест ветерана війни з мечами
- Медаль «За вислугу років у Вермахті» 4-го, 3-го, 2-го і 1-го класу (25 років)
- Орден Заслуг (Угорщина), великий хрест